# Lars Carlson
Lars Oskar Carlson, född 27 augusti 1932 i Linköpings församling i Östergötlands län, är en svensk militär.

## Biografi
Carlson avlade officersexamen vid Krigsskolan 1954 och utnämndes samma år till fänrik i armén. Han gick Artilleriofficersskolan vid Artilleri- och ingenjörofficersskolan 1956–1957, befordrades till kapten vid Smålands artilleriregemente 1964 och tjänstgjorde 1965–1969 vid Arméstaben, bland annat som detaljchef 1968–1969. Åren 1969–1970 tjänstgjorde han vid Bergslagens artilleriregemente, varpå han befordrades till major 1970, var chef för ADB-avdelningen i Arméstaben 1970–1972, utnämndes till överstelöjtnant med särskild tjänsteställning 1972 och tjänstgjorde vid Försvarets rationaliseringsinstitut 1972–1974. Åren 1974–1977 tjänstgjorde han vid Bergslagens artilleriregemente och 1977–1980 vid Västra värnpliktskontoret. Carlson befordrades år 1980 till överste, varpå han var chef för Värnpliktsverket 1980–1982, chef för Smålands artilleriregemente 1982–1985 och chef för Bergslagens artilleriregemente 1986–1992.

## Utmärkelser
- Riddare av Svärdsorden, 6 juni 1972.[7]